# Vilamalla
Vilamalla település Spanyolországban, Girona tartományban. Vilamalla El Far d'Empordà, Fortià, Siurana, Garrigàs, Borrassà és Santa Llogaia d'Àlguema községekkel határos. Lakosainak száma 1220 fő (2024).

## Népesség
A település népessége az elmúlt években az alábbi módon változott:
| Lakosok száma | 93   | 303  | 296  | 304  | 489  | 878  | 1134 | 1103 | 1181 | 1220 |
|               | 1717 | 1887 | 1936 | 1960 | 1986 | 2004 | 2009 | 2014 | 2019 | 2024 |